# Early to Wed
Children of the Dust is een Amerikaanse filmkomedie uit 1926 onder regie van Frank Borzage.

## Verhaal
Tommy en Daphne Carter zijn een pas getrouwd stel. Ze leven boven hun stand om indruk te maken op hun vrienden. Als Tommy zijn werk verliest, wordt er beslag gelegd op hun inboedel. Door onderdak aan te bieden aan een miljonair krijgt hij een nieuwe baan aangeboden.

## Rolverdeling
| Acteur              | Personage      |
| ------------------- | -------------- |
| Matt Moore          | Tommy Carter   |
| Katherine Perry     | Daphne Carter  |
| Albert Gran         | Cassius Hayden |
| Julia Swayne Gordon | Mevrouw Hayden |
| Arthur Housman      | Art Nevers     |
| Rodney Hildebrand   | Mike Dugan     |
| Zasu Pitts          | Mevrouw Dugan  |
| Belva McKay         | Mevrouw Nevers |
| Ross McCutcheon     | Bill Dugan     |
| Harry A. Bailey     | Pelton Jones   |